# Canton de Lagord
Le canton de Lagord est une circonscription électorale française du département de la Charente-Maritime créée par le décret du 27 février 2014 et entrée en vigueur lors des élections départementales de 2015.

## Histoire
Un nouveau découpage territorial de la Charente-Maritime entre en vigueur en mars 2015, défini par le décret du 27 février 2014, en application des lois du 17 mai 2013 (loi organique 2013-402 et loi 2013-403). Les conseillers départementaux sont, à compter de ces élections, élus au scrutin majoritaire binominal mixte. Les électeurs de chaque canton élisent au Conseil départemental, nouvelle appellation du Conseil général, deux membres de sexe différent, qui se présentent en binôme de candidats. Les conseillers départementaux sont élus pour 6 ans au scrutin binominal majoritaire à deux tours, l'accès au second tour nécessitant 12,5 % des inscrits au 1er tour. En outre la totalité des conseillers départementaux est renouvelée. Ce nouveau mode de scrutin nécessite un redécoupage des cantons dont le nombre est divisé par deux avec arrondi à l'unité impaire supérieure si ce nombre n'est pas entier impair, assorti de conditions de seuils minimaux. En Charente-Maritime, le nombre de cantons passe ainsi de 51 à 27. 
Le nouveau canton de Lagord est formé de communes issues des anciens cantons de La Rochelle-5 (trois communes) et de La Rochelle-9 (trois communes). Il est entièrement inclus dans l'arrondissement de La Rochelle. Le bureau centralisateur est fixé à Lagord.

## Représentation
| Période élective | Période élective | Mandat | Mandat   | Identité           | Nuance | Nuance | Qualité                                                                                             |
| ---------------- | ---------------- | ------ | -------- | ------------------ | ------ | ------ | --------------------------------------------------------------------------------------------------- |
| 2015             | 2021             | 2015   | 2021     | Christian Fallourd |        | LR     | Ophtalmologue à Puilboreau                                                                          |
| 2015             | 2021             | 2015   | 2021     | Evelyne Ferrand    |        | LR     | Conseillère municipale de Saint-Xandre (maire depuis 2020) Vice-Présidente du Conseil départemental |
| 2021             | 2028             | 2021   | en cours | Brigitte Desveaux  |        | DVG    | Collaboratrice du maire de La Rochelle, membre de Place publique                                    |
| 2021             | 2028             | 2021   | en cours | Marc Maigné        |        | PRG    | Cadre Maire de Nieul-sur-Mer                                                                        |

### Résultats détaillés

#### Élections de mars 2015
À l'issue du 1er tour des élections départementales de 2015, deux binômes sont en ballottage : Christian Fallourd et Évelyne Ferrand (UMP, 23,91 %) et Katherine Chipoff et Jack Dillenbourg (PS, 21,73 %). Le taux de participation est de 49,9 % (10 280 votants sur 20 603 inscrits) contre 50,08 % au niveau départemental et 50,17 % au niveau national.
Au second tour, Christian Fallourd et Évelyne Ferrand (UMP) sont élus avec 50,53 % des suffrages exprimés et un taux de participation de 48,83 % (4 643 voix pour 10 060 votants et 20 603 inscrits).

#### Élections de juin 2021
Le premier tour des élections départementales de 2021 est marqué par un très faible taux de participation (33,26 % au niveau national). Dans le canton de Lagord, ce taux de participation est de 32,93 % (7 163 votants sur 21 751 inscrits) contre 33,83 % au niveau départemental. À l'issue de ce premier tour, deux binômes sont en ballottage : Evelyne Ferrand et Hervé Pineau (DVD, 31,41 %) et Brigitte Desveaux et Marc Maigné (Union à gauche avec des écologistes, 23,13 %).
Le second tour des élections est marqué une nouvelle fois par une abstention massive équivalente au premier tour. Les taux de participation sont de 34,3 % au niveau national, 34,56 % dans le département et 33,77 % dans le canton de Lagord. Brigitte Desveaux et Marc Maigné (Union à gauche avec des écologistes) sont élus avec 50,57 % des suffrages exprimés (3 475 voix pour 7 347 votants et 21 754 inscrits),,.

## Composition
Le nouveau canton de Lagord comprend six communes entières.
| Nom                            | Code Insee | Intercommunalité  | Superficie (km2) | Population (dernière pop. légale) | Densité (hab./km2) | Modifier                                    |
| ------------------------------ | ---------- | ----------------- | ---------------- | --------------------------------- | ------------------ | ------------------------------------------- |
| Lagord (bureau centralisateur) | 17200      | CA de La Rochelle | 8,04             | 7 594 (2022)                      | 945                | modifier les données · modifier les données |
| Esnandes                       | 17153      | CA de La Rochelle | 7,45             | 2 132 (2022)                      | 286                | modifier les données · modifier les données |
| L'Houmeau                      | 17190      | CA de La Rochelle | 4,22             | 2 953 (2022)                      | 700                | modifier les données · modifier les données |
| Marsilly                       | 17222      | CA de La Rochelle | 11,91            | 3 185 (2022)                      | 267                | modifier les données · modifier les données |
| Nieul-sur-Mer                  | 17264      | CA de La Rochelle | 10,96            | 5 805 (2022)                      | 530                | modifier les données · modifier les données |
| Saint-Xandre                   | 17414      | CA de La Rochelle | 13,29            | 5 531 (2022)                      | 416                | modifier les données · modifier les données |
| Canton de Lagord               | 1708       |                   | 55,87            | 27 200 (2022)                     | 487                | modifier les données                        |

## Démographie
En 2022, le canton comptait 27 200 habitants, en évolution de +6,73 % par rapport à 2016 (Charente-Maritime : +4,04 %, France hors Mayotte : +2,11 %).
| 2013   | 2018   | 2022   |
| ------ | ------ | ------ |
| 25 041 | 25 764 | 27 200 |